# Séméac
Séméac é uma comuna francesa na região administrativa de Occitânia, no departamento dos Altos Pirenéus. Estende-se por uma área de 6,29 km². Em 2010 a comuna tinha 5 109 habitantes (densidade: 812,2 hab./km²).